# Szczęściarz Antoni

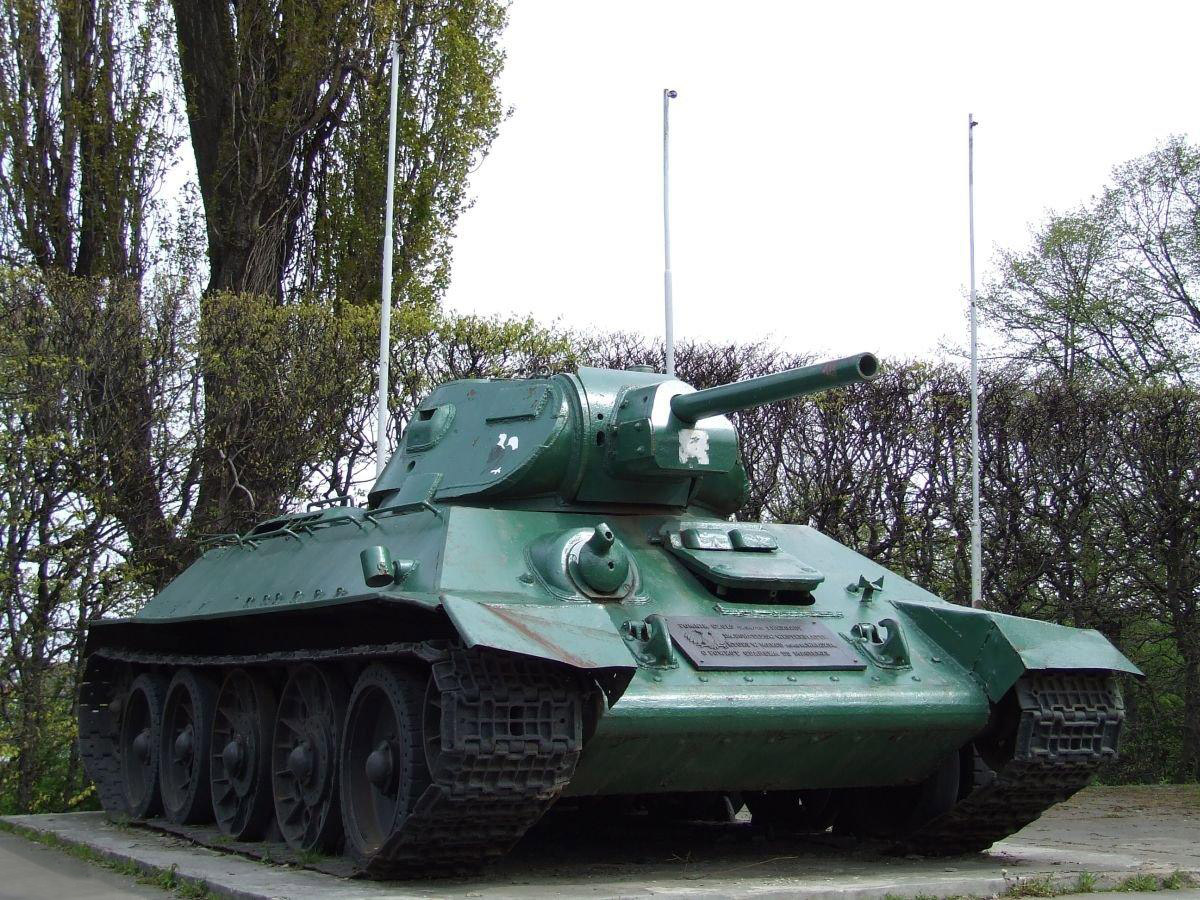
Czołg T-34, jaki odkrywają na swojej działce Grabczykowie

Szczęściarz Antoni – polski film komediowy z 1960 roku.

## Opis fabuły
Film opowiada o niezwykłych perypetiach urzędnika stanu cywilnego, tytułowego Antoniego, czterdziestoletniego kawalera bez własnego mieszkania, który niespodziewanie się żeni i otrzymuje w prezencie ślubnym klucz do jednorodzinnego domku na obrzeżach Warszawy. Po przyjechaniu na miejsce przekonuje się, że zamiast domu jest jeszcze plac budowy ze stertą ziemi. W trakcie jej usuwania okazuje się, że przykrywa ona czołg T-34. Wszelkie próby pozbycia się maszyny kończą się niepowodzeniem, dlatego ostatecznie małżeństwo postanawia przyzwyczaić się do niej.

## Obsada aktorska
- Czesław Wołłejko – Antoni Grabczyk, urzędnik stanu cywilnego
- Teresa Szmigielówna – Julia Grabczyk, żona Antoniego
- Kazimierz Opaliński – Opaliński, sąsiad Antoniego
- Leon Niemczyk – mecenas Saturnin Potapowicz, stały "klient" Antoniego
- Edyta Wojtczak – mecenasowa
- Roman Kłosowski – strażnik pilnujący czołgu
- Janusz Strachocki – inżynier budujący domek Antoniego
- Stanisław Daczyński – dyrektor departamentu
- Jan Kobuszewski – szewc Fijałkowski, sąsiad Antoniego
- Ryszard Pietruski – wysłannik Ministerstwa Kultury
- Genowefa Korska